# Noordwolde (Groningue)
Noordwolde est un village de la commune néerlandaise de Het Hogeland, situé dans la province de Groningue.

## Géographie
Le village est situé au nord de la ville de Groningue.

## Histoire
Noordwolde fait partie de la commune de Bedum avant le 1er janvier 2019, quand celle-ci est supprimée et fusionnée avec De Marne, Eemsmond et Winsum pour former la nouvelle commune de Het Hogeland.

## Démographie
Le 1er janvier 2018, le village comptait 265 habitants.